# Riversleigh
Riversleigh is een plaats in Queensland, Australië, ongeveer 250 km ten noordwesten van Mount Isa en 75 km ten zuidoosten van het Nationaal park Lawn Hill. Het gebied omvat 3108 vierkante kilometer. Riversleigh is in 1994 toegevoegd aan de Werelderfgoedlijst vanwege haar ecologische en biologische waarde.
Het gebied bevat vele fossielen van tussen 15 en 25 miljoen jaar oud. De vondsten uit Riversleigh geven een goed beeld van ecosystemen in dit deel van Australië gedurende het Laat-Oligoceen en Mioceen. In deze periode was het klimaat warm en vochtig en regenwouden domineerden het continent.
De eerste fossielen uit Riversleigh werden aan het begin van de twintigste eeuw gevonden, maar de belangrijkste vondst vond plaats in 1983 toen in een paar blokken kalksteen duizenden botten werden ontdekt. Binnen enkele uren waren tientallen onbekende fossiele zoogdieren gevonden. Riversleigh bezat in het Laat-Oligoceen en Mioceen een enorme diversiteit aan diersoorten met onder meer meervallen, longvissen, slangen, ongeveer twintig soorten waterschildpadden, krokodillen (zowel aquatische als landbewonende vormen), roofvogels, loopvogels zoals Emuarius, buideldassen, roofbuideldieren, buidelleeuwen, meerdere soorten koala's, wombats, diprotodonten, meer dan twintig soorten kangoeroes zoals Cookeroo, meer dan dertig soorten andere klimbuideldieren, buidelmollen, vogelbekdieren en meer dan veertig vleermuissoorten. Tot de kangoeroes van Riversleigh behoort ook Ekaltadeta, een carnivoor met krachtige voorpoten en sterke kaken met scherpe tanden.